# نورمان إل. جيمس
نورمان إل. جيمس (بالإنجليزية: Norman L. James)‏ هو فلاح وشخصية أعمال وسياسي أمريكي، ولد في 29 نوفمبر 1840، وتوفي في 25 نوفمبر 1918. حزبياً، نشط في الحزب الجمهوري. وقد انتخب عضو جمعية ولاية ويسكونسن وانتخب عضو مجلس ولاية ويسكونسن.